# Flagge Gagausiens
Die Flagge Gagausiens ist die offizielle Flagge von Gagausien (Gagauz-Yeri) und wurde durch das am 31. Oktober 1995 vom gagausischen Parlament verabschiedete Gesetz offiziell bestätigt.

## Beschreibung
Die Flagge besteht aus drei Streifen:
- der obere Streifen ist blau und hat eine Breite von 3/5 der Flaggenbreite
- der mittlere Streifen ist weiß und hat eine Breite von 1/5 der Flaggenbreite
- de untere Streifen ist rot und hat eine Breite von 1/5 der Flaggenbreite

Drei gelbe Sterne werden auf den blauen Streifen gesetzt. Der Durchmesser jedes Sternes beträgt 3/20 der Flaggenbreite und die Abstände zwischen den Sternen betragen 3/10 der Flaggenbreite.

## Geschichte

„Flagge der Gagausen“, 1991–1994

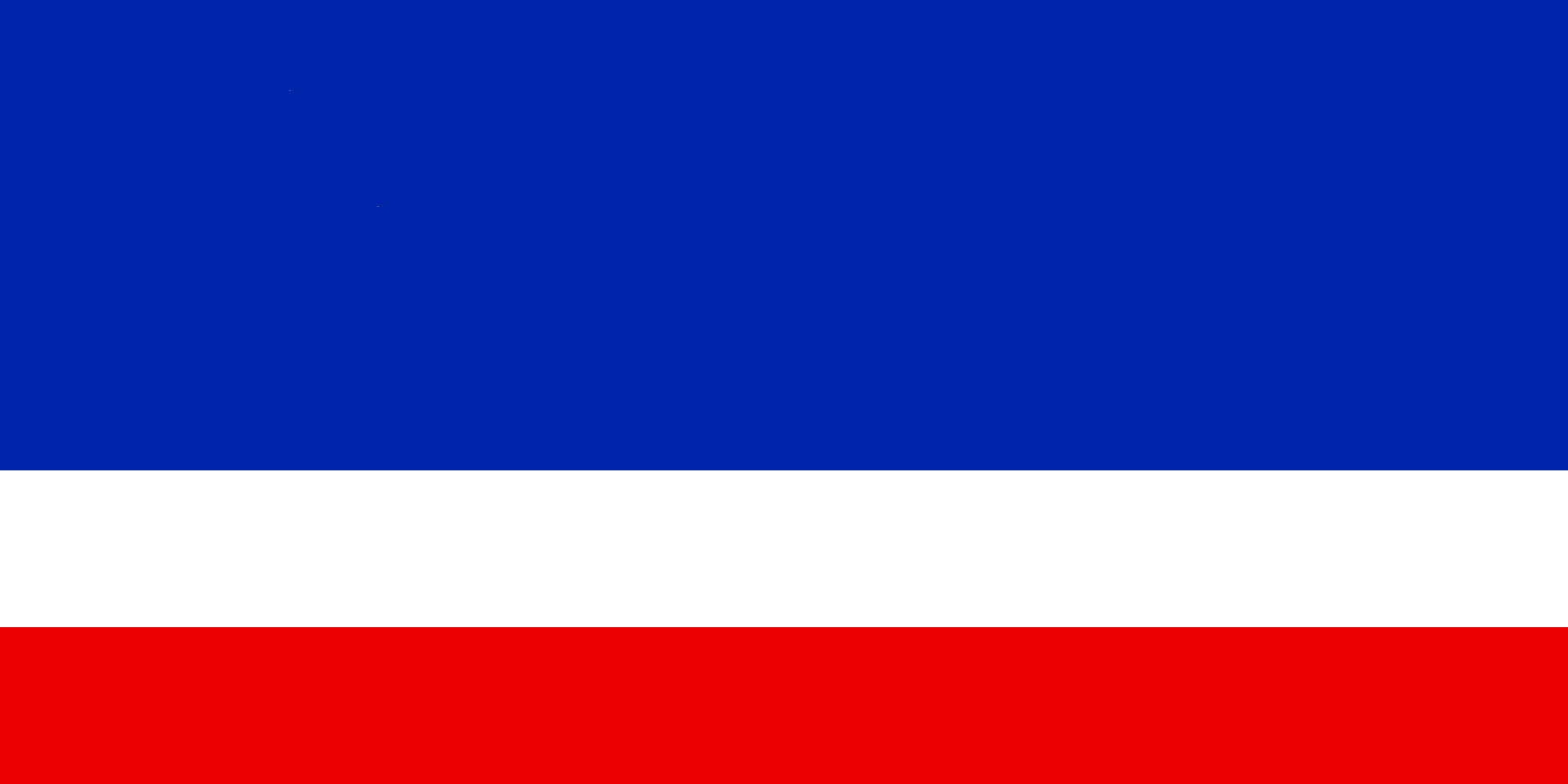
Gagausien, 1992–1993

Mit dem Zusammenbruch der Sowjetunion erlangte die Republik Moldau 1991 ihre Unabhängigkeit. Am 19. August riefen die Gagausen einen eigenen Staat aus. Zwischen 1991 und 1994 wurde in diesem Staat eine hellblaue Flagge mit rotem Wolfskopf auf einer weißen Scheibe und gelben Ornamenten an der Liek verwendet. Sie war erstmals bei einem Untergrundtreffen im Oktober 1989 in Comrat verwendet worden. Im Türkischen erhielt die Flagge den Namen Kökbayrak (Blaue Flagge).
Die Flagge der Gagausen greift Symbole des Kumanischen Reiches (1061–1240) auf. Das Hellblau symbolisiert den Himmelsgott Tengri, an den die Vorfahren der Gagausen glaubten. Der Name Gagauz war ursprünglich Gökoğuz. Das Wort gök stammt aus dem Türkischen und bedeutet „Himmel“, Oğuz bedeutet „Oghuse“. Der Wolf stammt aus der türkischen Mythologie. Nach der Asena-Legende wurde ein Junge, der der einzige Überlebende eines besiegten Stammes war, von einer Wölfin gerettet. Sie gebar ihm schließlich Zwillinge, halb Mensch, halb Wolf, die zu den Ahnherrn der Gagausen wurden. Wegen der Legende ist der Wolf ein Symbol verschiedener türkisch-nationaler und -nationalistischer Bewegungen, wie den Grauen Wölfen.
1992 wurde dann offiziell eine Flagge als Staatssymbol angenommen, die der heutigen entspricht. Nur die Sterne fehlten. Das gagausische Nationalmuseum in Comrat stellt heute ein Exemplar der Flagge aus. Hier findet sich auch ein Dokument von 1993, das eine schwarz-weiß Zeichnung der Flagge mit einem Symbol, statt der drei Sterne zeigt. In dem heutigen Ausstellungsraum kam am 28. Juli 1993 die erste gagausische Regierung zusammen.
Am 23. Dezember 1994 vereinbarte man mit der Republik Moldau eine Teilautonomie Gagausiens. Am 31. Oktober 1995 wurde schließlich die Flagge in ihrer heutigen Form mit dem Gesetz No 2-IV/1 von der Nationalversammlung angenommen. Die inoffizielle Wolfsflagge findet sich heute noch immer auf diversen Seiten im Netz. Dass sie das Turkvolk der Gagausen repräsentiert, im Unterschied zu den Bürgern Gagausiens, zu denen auch andere Ethnien gehören, lässt sich nicht unabhängig bestätigen. Die entsprechenden Webseiten haben aber oft einen türkisch-nationalen oder -nationalistischen Hintergrund. Unklar ist auch der Status einer hellblauen Flagge mit gelber, schwarzumrandeter Scheibe mit schwarzem Wolfskopf. Auch sie scheint aus der Zeit der Unabhängigkeitsbewegung der Gagausen um 1990 zu stammen.